# Cytron-Synagoge (Białystok)
Koordinaten: 53° 8′ 12,7″ N, 23° 9′ 11,7″ O

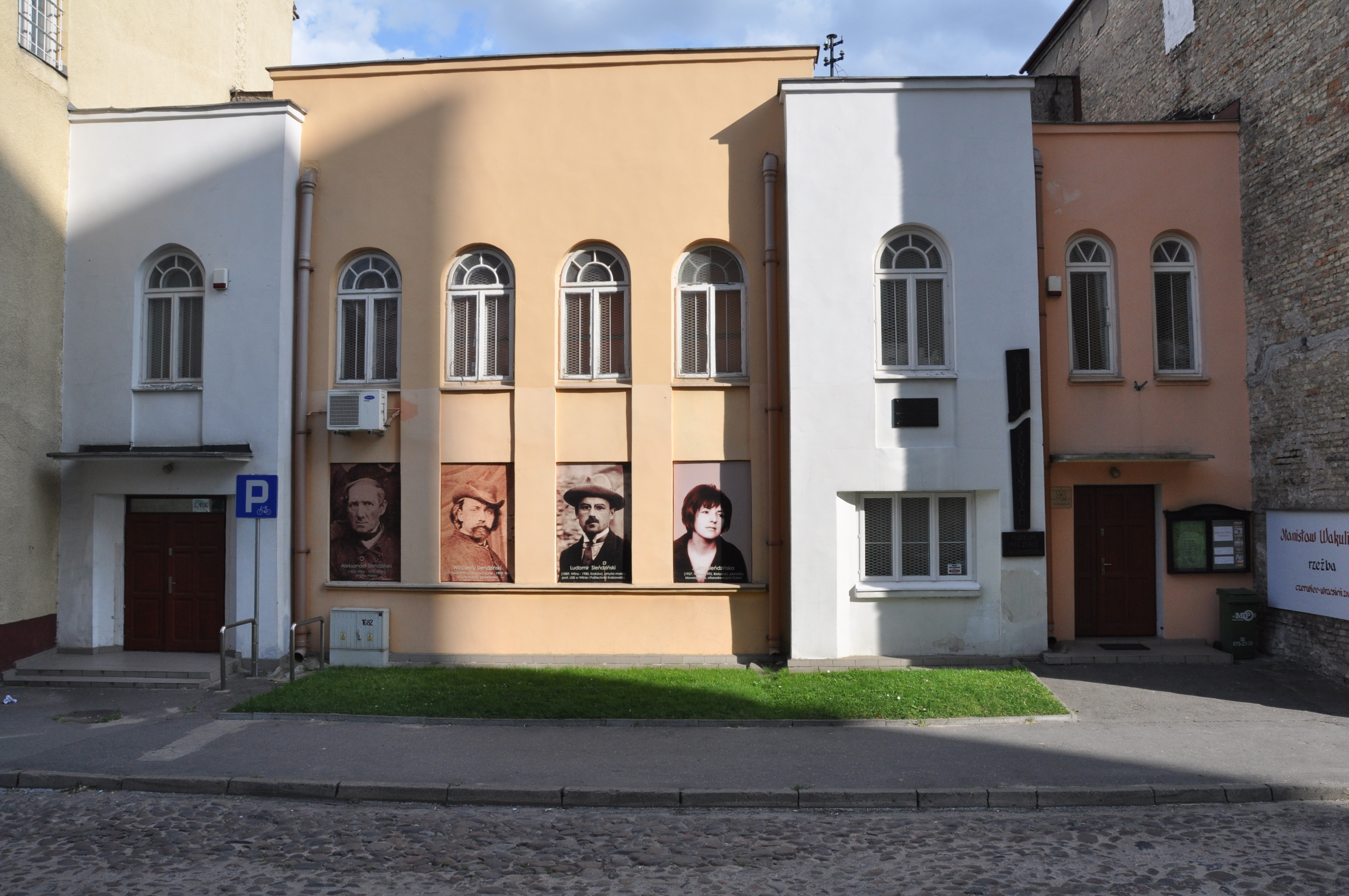
Cytron-Synagoge in Białystok

Die Cytron-Synagoge in der polnischen Stadt Białystok in der Woiwodschaft Podlachien wurde von 1936 bis 1939 auf Initiative der Industriellenfamilie Cytron in der Ludwika Waryńskiego-Straße 24a errichtet und kurz vor Ausbruch des Zweiten Weltkriegs feierlich eröffnet.
Im Zweiten Weltkrieg diente die Synagoge als Zufluchtsort im Ghetto Bialystok. Im Holocaust wurde der überwiegende Teil der örtlichen jüdischen Bevölkerung von den deutschen Besatzern ermordet. Nach Kriegsende diente das Synagogengebäude der kleinen jüdischen Gemeinde bis zum Ende der 1960er Jahre als Gebetsraum, Ort für Trauerveranstaltungen und Theateraufführungen. Bei der Renovierung am Ende der 1970er Jahre wurden viele dekorative Elemente zerstört.
Heute dient die profanierte Synagoge als Kunstgalerie und Museum der Stadt.